# Cosmoscarta coronis
Cosmoscarta coronis är en insektsart som beskrevs av Jacobi 1905. Cosmoscarta coronis ingår i släktet Cosmoscarta och familjen spottstritar. Inga underarter finns listade i Catalogue of Life.